# 2019年常长高速客车起火事故
2019年常长高速客车起火事故发生于2019年3月22日19时15分，湖南省常长高速太子庙服务区附近，一辆车牌为豫AZ8999的旅游大巴突然起火。截至3月23日，事故造成了26人死亡，28人受伤，其中5人重伤。起火原因为乘客非法携带易燃易爆危险品乘车。

## 事故车辆
此次发生事故的车辆为河南迅驰汽车旅游服务有限公司一辆车牌为豫AZ8999的柴油旅游大巴，由河南郑州开出。大巴在河南开封带客，目的地是湖南韶山。

## 事故过程
事故大巴于2019年3月22日早晨6时许由河南开封载客始发，目的地是湖南韶山。车辆曾在多个服务区停车休整。而在当天晚上19时15分行至湖南省常长高速太子庙服务区附近时大巴突然着火。距幸存乘客讲述，最先起火的部位为车厢后部，很快蔓延全车厢。不到一分钟的时间内，大巴已被大火吞噬。事故发生后常长高速实行短暂交通管制。

## 事故调查
据调查，客车起火事故为该车乘客陈建森非法携带易燃易爆危险品乘车而引发。其因买卖纠纷电话协商不成，欲前往广西桂林当面协商。途中其携带的烟火药意外爆燃，引发客车起火事故。陈建森则在事故中死亡。

## 事故伤亡
大巴车上乘客大部分为去韶山旅游的人。据统计，事故车量核载59人，实载56人，其中游客53人、司机2人、导游1人。截至3月22日，事故共造成26人死亡，2人没有受伤，28人受伤，其中5人重伤。

## 各方反应
湖南省副省长许显辉前往指挥救援，并要求不惜一切代价，全力抢救伤者。
河南省交通运输厅派人赶往事故现场，并责令涉事企业河南迅驰汽车旅游服务有限公司停业整顿。

## 相似事故
2016年6月26日，湖南省宜章县境内的高速公路上，一辆载有56人的旅游大巴起火，事故造成35人死亡。